# Benjamin Newton
Benjamin Newton, född 12 december 1807, död 26 juni 1899, var en religiös ledare från Plymouth i England och tidig ledare för Plymouthbröderna. Han sammanträffade 1828 med John Nelson Darby.